# ذياب العنابي
ذياب العنابي من مواليد 20 يونيو 1990 لاعب كرة قدم قطري يجيد اللعب في خط الوسط.
لعب لأندية السد والجيش و الخور و ام صلال و الشحانية و مسيمير.

## روابط خارجية
- ذياب العنابي على موقع Soccerway.com (الإنجليزية)